# لاك (ويسكونسن)
لاك (بالإنجليزية: Luck, Wisconsin)‏ هي قرية تقع في الولايات المتحدة في مقاطعة بولك (ويسكونسن). يقدر عدد سكانها بـ 1,119 نسمة ومساحتها 6.47 كم2 وترتفع عن سطح البحر 373 متر.

## التركيبة السكانية
قام مكتب تعداد الولايات المتحدة بتحديد بيانات التركيبة السكانية للاك في تعداد الولايات المتحدة. في ما يلي، التركيبة السكانية حسب تعدادي 2000 و2010.

### تعداد عام 2000
بلغ عدد سكان لاك 1,210 نسمة بحسب تعداد عام 2000، وبلغ عدد الأسر 500 أسرة وعدد العائلات 308 عائلة مقيمة في القرية. في حين سجلت الكثافة السكانية 654.2 نسمة لكل ميل مربع (252.6/كم2). وبلغ عدد الوحدات السكنية 572 وحدة بمتوسط كثافة قدره 309.3 نسمة لكل ميل مربع (119.4/كم2).
وتوزع التركيب العرقي للقرية بنسبة 98.26% من البيض و 0.74% من الأمريكيين الأصليين و 0.33% من الأمريكيين ذوي الأصول الآسيوية و 0.58% من عرقين مختلطين أو أكثر.
بلغ عدد الأسر 500 أسرة كانت نسبة 30.0% منها لديها أطفال تحت سن الثامنة عشر تعيش معهم، وبلغت نسبة الأزواج القاطنين مع بعضهم البعض 49.6% من أصل المجموع الكلي للأسر، ونسبة 9.2% من الأسر كان لديها معيلات من الإناث دون وجود شريك، وكانت نسبة 38.2% من غير العائلات. تألفت نسبة 32.2% من أصل جميع الأسر من أفراد ونسبة 17.0% كانوا يعيش معهم شخص وحيد يبلغ من العمر 65 عاماً فما فوق. وبلغ متوسط حجم الأسرة المعيشية 2.87، أما متوسط حجم العائلات فبلغ 2.27.
بلغ العمر الوسطي للسكان 40 عاماً. وكانت نسبة 24.3% من القاطنين تحت سن الثامنة عشر، وكانت نسبة 6.9% بين الثامنة عشر والأربعة وعشرون عاماً، ونسبة 26.4% كانت واقعةً في الفئة العمرية ما بين الخامسة والعشرون حتى والأربعة وأربعون عاماً، ونسبة 17.8% كانت ما بين الخامسة والأربعون حتى الرابعة والستون، ونسبة 24.5% كانت ضمن فئة الخامسة والستون عاماً فما فوق. يوجد لكل 100 أنثى 85.0 ذكر، ويوجد لكل 100 أنثى في الثامنة عشر من عمرها فما فوق 80.7 ذكر.
بلغ متوسط دخل الأسرة في القرية 32,138 دولار، أما متوسط دخل العائلة فبلغ 40,000 دولار. وكان متوسط دخل الذكور 31,250 دولار مقابل 21,343 دولار للإناث. وسجل دخل الفرد الخاص بالقرية 16,599 دولار. وكانت نسبة 5.4% من العائلات ونسبة 8.3% من السكان تحت خط الفقر، وكان من هؤلاء نسبة 9.8% تحت سن الثامنة عشر ونسبة 13.1% في الخامسة والستين من العمر وما فوق.

### تعداد عام 2010
بلغ عدد سكان لاك 1,119 نسمة بحسب تعداد عام 2010، وبلغ عدد الأسر 475 أسرة وعدد العائلات 289 عائلة مقيمة في القرية. في حين سجلت الكثافة السكانية 592.1 نسمة لكل ميل مربع (228.6/كم2). وبلغ عدد الوحدات السكنية 567 وحدة بمتوسط كثافة قدره 300.0 لكل ميل مربع (115.8/كم2).
وتوزع التركيب العرقي للقرية بنسبة 97.2% من البيض و 0.5% من الأمريكيين الأصليين و 0.1% من الأمريكيين ذوي الأصول الآسيوية و 0.2% من الأمريكيين الأفارقة و 1.8% من عرقين مختلطين أو أكثر.
بلغ عدد الأسر 475 أسرة كانت نسبة 28.0% منها لديها أطفال تحت سن الثامنة عشر تعيش معهم، وبلغت نسبة الأزواج القاطنين مع بعضهم البعض 43.4% من أصل المجموع الكلي للأسر، ونسبة 11.6% من الأسر كان لديها معيلات من الإناث دون وجود شريك، بينما كانت نسبة 5.9% من الأسر لديها معيلون من الذكور دون وجود شريكة وكانت نسبة 39.2% من غير العائلات. تألفت نسبة 33.5% من أصل جميع الأسر من أفراد ونسبة 17.7% كانوا يعيش معهم شخص وحيد يبلغ من العمر 65 عاماً فما فوق. وبلغ متوسط حجم الأسرة المعيشية 2.77، أما متوسط حجم العائلات فبلغ 2.23.
بلغ العمر الوسطي للسكان 45.6 عاماً. وكانت نسبة 20.7% من القاطنين تحت سن الثامنة عشر، وكانت نسبة 7.2% بين الثامنة عشر والأربعة وعشرون عاماً، ونسبة 20.9% كانت واقعةً في الفئة العمرية ما بين الخامسة والعشرون حتى والأربعة وأربعون عاماً، ونسبة 27.6% كانت ما بين الخامسة والأربعون حتى الرابعة والستون، ونسبة 23.7% كانت ضمن فئة الخامسة والستون عاماً فما فوق. وتوزع التركيب الجنسي للسكان بنسبة 49.3% ذكور و50.7% إناث.